# Sahel
Vidi također Sahel, Tunis, regija na istoku Tunisa.
Sahel (arapski ساحل sahil, granica ili obala Sahare), granična zona u Africi između Sahare na sjeveru i plodnije regije Sudan na jugu.

## Termin
Termin se u početku koristio kao zemljopisni termin koji je označavao pojas zemlje između izohijeta (pojasi oborina) s vrijednošću 75 i 450, dok su kasniji istraživači određivali položaj Sahela na širok raspon izohijeta. Termin se također koristio za označavanje zemalja Zapadne Afrike, a u Indiji Sahel je uobičajeno ime koje se daje dječacima.

## Geografija
Sahel se prvenstveno sastoji od savana koje se protežu od Atlantskog oceana do Afričkog roga s izmjenama semiaridnih travnjaka i bodljikave savane. Tijekom afričke povijesti regija je bila dom nekim od najnaprednijih kraljevstava koja su ostvarivala veliku dobit od trgovine koja se odvijala preko pustinje. Ta kraljevstva skupno se nazivaju sahelska kraljevstva.
Zemlje koje danas čine Sahel su Senegal, Mauritanija, Mali, Burkina Faso, Niger, Nigerija, Čad, Sudan, Etiopija, Eritreja, Džibuti i Somalija. 
Zemljovid regije može se vidjeti ovdje  Arhivirana inačica izvorne stranice od 25. rujna 2005. (Wayback Machine).

## Okoliš
Prije oko 12.500 godina Sahel je, kao dio pustinje Sahare, bio prekriven pješčanim dinama koje su oblikovale krajolik koji se može vidjeti danas. Sahel godišnje prima 150-500 mm padalina, prvenstveno u sezoni monsuna. Padaline su karakterizirane godišnjom i dekadskom promjenjivošću. Najvažnija ograničenja na produktivnost zemlje u Sahelu predstavljaju voda i plodnost tla. U Sahelu su tla većinom kisela (što rezultira u aluminijskoj toksičnosti za biljke), te imaju vrlo malo dušika i fosfata.
Između padalina u Sahelu i intenzivnih uragana na Atlantiku postoji jaka korelacija.
Zbog dezertifikacije slanost voda je pojačana 1970-ih kao posljedica sahelske suše i lošeg upravljanja vodama u gornjim tokovima rijeka. 

## Transhumanca
U Sahelu su ljudi većinom polunomadi. Oni se bave poljoprivredom i uzgojem stoke u sustavu transhumance što je vjerojatno najodrživiji način iskorištavanja Sahela. Razlika između suhog sjevera, koji ima više razine hranjivih tvari u tlu, i vlažnog juga koristi se tako da se stada tijekom vlažnog razdoblja nalaze na visokokvalitetnoj ispaši na sjeveru, dok tijekom sušnog razdoblja putuju nekoliko stotina kilometara na jug gdje pasu na izdašnijoj, ali manje hranjivoj ispaši.

## Suše
Godine 1914. Sahel je pogodila ogromna suša koja je prouzročila veliku glad. Sušu je uzrokovala višegodišnja količina padalina koja je bila ispod prosjeka. Tijekom 1960-ih dogodio se velik porast padalina u regiji, pa je sjeverna suha regija postala dostupnija. To je uz vladine potpore potaknulo ljude da krenu na sjever. Ubrzo je nastupilo dugotrajno razdoblje suše od 1968. – 1974., pa je ispaša ubrzo postala neodrživa zbog rasprostranjene denudacije terena. Ovo je poput suše iz 1914. prouzročilo veliku glad, ali je ovog puta bilo donekle ublaženo međunarodnom vidljivošću i izljevom pomoći. Ova katastrofa dovela je do osnivanja Međunarodnog fonda za poljoprivredni razvoj.
Više informacija: Sahelska suša, povijesni niz suša čiji korijeni sežu u 17. stoljeće.

## Vanjske poveznice
- Bilješke o sahelskoj Africi  Arhivirana inačica izvorne stranice od 24. veljače 2007. (Wayback Machine)
- Snažna veza između padalina zapadnosahelskog monsuna i intenzivnih altlantskih harikena
- Indeks padalina u Sahelu, 1898 - 2002  Arhivirana inačica izvorne stranice od 4. veljače 2005. (Wayback Machine)
- Dezertifikacija - prijetnja za Sahel